# Bonorva
Bonorva (sardisk: Bonòlva) er en by og en kommune (comune) i provinsen Sassari i regionen Sardinien i Italien. Byen ligger i 508 meters højde og har 3.432 indbyggere (2016). Kommunen har et areal på 149,75 km² og grænser til kommunerne Bolotana, Bono, Bottidda, Cossoine, Giave, Illorai, Ittireddu, Macomer, Mores, Nughedu San Nicolò, Semestene og Torralba.